# Грб општине Бач
Општина Бач користи нехералдички амблем као симбол своје општине.

### Историја грбова Бача
С почетка 16. века, тачније 1507. године, сачуван је најстарији градски печат Бача, а налазио а налазио се на облигацији за износ од 340 златних форинти, које је град Бач позајмио од будимских Јевреја. Печат је био округлог облика, пречника 25 мм, и упркос недостатку једног дела, на њему се јасно разазнаје кула бачке тврђаве, са околним написом на латинском језику: CIVITATIS BACH (Град Бач).
Међу сачуваним печатним отисцима везаним за каснији период историје Бача, налази се отисак општинског печата из 1786. године, овалног облика и величине 26 x 32 мм. У унутрашњем кругу печата налазио се тлоцрт тврђаве у Бачу, у чијој је средини сликом представљен део тврђаве. Испод тлоцрта тврђаве налазио се део ловоровог венчића. Околни натпис био је на латинском: SIGILLUM CIVITATS AR. EPPI. BACS (Печат надбискупског града Бача).
У првим деценијама 19. века постојао је нов општински печат Бача, овалног облика, величине 25 x 30 мм. На средини печата (из 1828. године) представљени су торањ и предњи део жупне римокатоличке цркве, као и зидине тврђаве у Бачу. Кружни натпис по рубу печата био је исписан на латинском: SIGILVM ARCHIEPISCOPIS CIVITATIS BACS (Печат надбискупског града Бача).